# Làcrates
Làcrates (en llatí Lacrates, en grec antic Λακράτης) fou un general tebà del segle IV aC.
EL govern de Tebes el va enviar al front de mil soldats d'infanteria pesada, per ajudar a Artaxerxes III de Pèrsia Ocus en la seva invasió d'Egipte l'any 350 aC. Va dirigir la divisió de forces reials que va atacar Pelúsion. En parla Diodor de Sicília (Bibliotheca historica XVI, 44, 49-Z1).